# 8238 Courbet
8238 Courbet è un asteroide della fascia principale. Scoperto nel 1971, presenta un'orbita caratterizzata da un semiasse maggiore pari a 2,7906402 UA e da un'eccentricità di 0,1695803, inclinata di 7,92282° rispetto all'eclittica. È stato scoperto il 26 marzo 1971 da Cornelis Johannes van Houten, Ingrid van Houten-Groeneveld e Tom Gehrels all'osservatorio del monte Palomar.